# 木曽直次郎
木曽 直次郎（きそ なおじろう、生没年不詳）とは明治時代の東京の地本問屋。

## 来歴
明治10年代に東京府京橋区弓町19番地において地本問屋を営業している。楊洲周延、細木年一の錦絵を出版している。なお、年一の「諸工職業競」シリーズの画中には「京橋区南紺屋町廿六番地 木曽直次良」とある。

## 作品
- 楊洲周延 「江の島まふで」 大判3枚続 明治11年（1878年）
- 細木年一 「諸工職業競」 大判揃物 明治12年（1879年） 江戸東京博物館、国文学研究資料館など所蔵